# Биртвиси (крепость)
Биртвиси (груз. ბირთვისი) — руинированная средневековая крепость в крае Квемо-Картли (Грузия), расположенная в известняковых скалах в ущелье реки Алгети. В настоящее время находится в границах Тетрицкаройского муниципалитета рядом с Алгетским национальным парком к юго-западу от столицы страны Тбилиси.

## История
В письменных источниках Биртвиси впервые упоминается как владение арабского эмира Тифлиса, у которого крепость в 1038 году захватили грузинские дворяне Липарит, эристав Клдекари, и Иване Абазасдзе. В средневековой Грузии Биртвиси имела репутацию неприступной крепости, хозяин которой мог контролировать всё стратегическое ущелье Алгети. Турко-монгольский эмир Тимур захватил крепость во время одного из его вторжений в Грузию в 1403 году. Один из его воинов ночью вскарабкался по отвесной скале и спустил верёвочную лестницу, по которой внутрь крепости забрались остальные. Весь гарнизон крепости был убит.
Позднее в XV веке, после раздела Грузинского царства, Биртвиси находилась в пределах границ Картлийского царства и принадлежала князьям Бараташвили. Крепость оставалась действующей до конца XVIII века.

## Описание
Крепость Биртвиси расположена в труднодоступном месте в 6—7 км к востоку от села Парцхиси и в 3—4 км к северу от реки Алгети. При её строительстве были использованы особенности рельефа. Биртвиси — это большой комплекс укреплений в горах, окружающих ущелье диаметром около 1 км. При строительстве крепости были закрыты стенами все подходы между окружающими горами, ведущими внутрь котловины. Внутри крепости, около входов, имеются укрепления с жилыми помещениями. У крепости несколько башен, самая известная из которых — Шеуповари («Упрямая») — возвышается над самой высокой скалой в окрестностях. Она, предположительно, была построена позднее основных сооружений крепости. Сохранились также различные вспомогательные сооружения, включая акведук.
Добраться до крепости можно по тропе от села Парцхиси.